# (26828) Narusawa
(26828) 1989 WZ1 est un astéroïde de la ceinture principale découvert en 1989.

## Description
(26828) 1989 WZ1 a été découvert le 29 novembre 1989 à l'observatoire de Kitami, situé à l'est d'Hokkaidō (Japon), par Kin Endate et Kazuro Watanabe.

### Caractéristiques orbitales
L'orbite de cet astéroïde est caractérisée par un demi-grand axe de 2,38 UA, un périhélie de 1,92 UA, une excentricité de 0,19 et une inclinaison de 3,27° par rapport à l'écliptique. Du fait de ces caractéristiques, à savoir un demi-grand axe compris entre 2 et 3,2 UA et un périhélie supérieur à 1,666 UA, il est classé, selon la JPL Small-Body Database, comme objet de la ceinture principale.

### Caractéristiques physiques
(26828) 1989 WZ1 a une magnitude absolue (H) de 14,3 et un albédo estimé à 0,240.